# Ɓ
Ɓ, ɓ (B с крюком/ба) — буква расширенной латиницы.

## Использование
Буква используется в алфавитах нескольких африканских языков, где она обозначает звонкий имплозивный губно-губный взрывной согласный. За пределами Африки это довольно редкий звук, в частности в европейских языках он не встречается.
В Международном фонетическом алфавите строчная буква ɓ используется для обозначения того же согласного.
Используется в алфавитах следующих языков:
- Африканский алфавит (Africa Alphabet)
- Африканский эталонный алфавит (African reference alphabet)
- Паннигерийский алфавит
  - фула (язык)
  - хауса — называется ɓa
- также предлагалась для использования в алфавитах языков коса и зулу

## Альтернативные или устаревшие варианты
С 1930 по 1971 год заглавная буква в паннигерийском алфавите выглядела как буква Б в кириллице. Такой вариант был использован при печати Нового Завета на языке лома в Либерии в 1971 году. Лишь после 1971 года она приобрела современный вид. В арабской графике аджами этой букве соответствует буква ба (баун) с дополнительной точкой — ٻ (бе).